# Lillian Leitzel
Lillian Leitzel właśc. Leopoldina Elitza Pelikan (ur. 2 stycznia 1892 we Wrocławiu, zm. 15 lutego 1931 w Berlinie) – amerykańska artystka cyrkowa (akrobatka), pochodzenia węgierskiego.

## Życiorys
Pochodziła z rodziny cyrkowców. Jej babka - Julia Pelikan występowała w cyrku do późnej starości. Ojciec Lillian był oficerem armii węgierskiej i artystą cyrkowym, matka Elinor - czeską akrobatką. W dzieciństwie uczyła się gry na fortepianie, początkowo w szkole muzycznej we Wrocławiu, a następnie w Berlinie. Ostatecznie zrezygnowała z kariery muzycznej i dołączyła do grupy akrobatycznej, w której występowała jej matka i dwie ciotki (Leamy Ladies).
W 1908 wyjechała do USA wraz z trupą cyrkową i występowała w prestiżowym cyrku Barnum & Bailey. Z czasem grupa się rozpadła i niektórzy artyści zdecydowali się na powrót do Europy. Leitzel pozostała w USA i występowała w zespołach wodewilowych. W czasie jednego z występów w South Bend dostrzegł ją agent trupy cyrkowej Ringling Brothers i zaproponował jej kontrakt. Jej numerem popisowym były ewolucje na jednej ręce, w czasie których wykonywała po kilkaset przewrotów na drążku. Ewolucje ułatwiała jej drobna postura (około 140 cm wzrostu i 43 kg wagi).
W życiu prywatnym trzykrotnie wychodziła za mąż. Pierwszym jej mężem był artysta cyrkowy Clyde Ingalls, a ostatnim meksykański akrobata Alfredo Codona. Razem z Codoną stworzyła grupę Gran Circo Codona, z którym wyjechała w 1929 na tournée do Meksyku.
13 lutego 1931 w czasie pokazu w Kopenhadze urwał się jeden z przegubów podtrzymujących linę, na której Leitzel wykonywała swoje akrobacje. Artystka upadła na scenę (nigdy nie stosowała siatki zabezpieczającej) i odniosła ciężkie obrażenia (wstrząśnienie mózgu i liczne urazy kręgosłupa). Mąż przewiózł ją do Berlina, gdzie zmarła dwa dni po wypadku. Jej prochy spoczęły na Inglewood Park Cemetery.
W 1958 Lillian Leitzel została wybrana do amerykańskiej Circus Hall of Fame.